# Departamento de Facatativá (Cundinamarca)
Facatativá fue uno de los departamentos en que se dividía el Estado Soberano de Cundinamarca (Colombia). Fue creado por medio de la ley del 10 de agosto de 1869. Tenía por cabecera a la ciudad de Facatativá. El departamento comprendía parte del territorio de las actuales regiones cundinamarquesas de Magdalena Centro, Gualivá, Tequendama y Sabana Occidente.

## División territorial
El departamento al momento de su creación (1869) estaba dividido en los distritos de Facatativá (capital), Bojacá, Subachoque, San Francisco, Tenjo, Vega, Zipacón, Guaduas, Quebradanegra, Calamoima, Puerto Bogotá, Pabón y Serrezuela.
En 1876 el departamento comprendía los distritos de Facatativá (capital), Anolaima, Beltrán, Bojacá, Bituima, Calamoima, Chaguaní, Guaduas, Guayabal, La Vega, Nimaima, Nocaima, Puerto Bogotá, San Francisco, San Juan, Sasaima, Serrezuela, Subachoque, Útica, Vianí, Villeta y Zipacón.